# サーサーン内乱 (589年-591年)
サーサーン朝内乱（サーサーンちょうないらん）は、589年から591年にかけて起こった内乱。ホルミズド4世の統治に対して、貴族たちの不満が高まったことから発生した。ミフラーン家のバハラーム・チョービンが反乱を起こし王位を簒奪したが、鎮圧され再びサーサーン家の統治に戻った。
ホルミズド4世が貴族やゾロアスター教神官に対して、嫌疑心を持ち粛清するなど厳しい態度をとったことが発端である。ホルミズドの暴政と、彼に対する処遇に耐えかねた、ミフラーン家のバハラーム・チョービンは反乱を起こした。一方で、イスパフベダーン家のヴィンドゥーヤ・ヴィスタム兄弟は、都クテシフォンでクーデターを起こし、ホルミズドは目を潰された上で廃位され処刑された。彼の息子ホスロー2世が即位した。
しかし、バハラーム・チョービンは意を変えることなく、アルサケス朝の再建とそれによるイランの統治を目指した。バハラーム・チョービンはイスパフベダーン家の軍勢を破り、クテシフォンで国王バハラーム6世として即位した。敗れたホスローは東ローマ帝国への亡命を余儀なくされ、そこで東ローマ皇帝マウリキウスと同盟を結んだ。591年、ホスローと東ローマ帝国の同盟軍は、バハラーム6世が統治するサーサーン朝領メソポタミアに侵攻を開始し、バハラームを打ち破った。ホスローは王位に返り咲き、バハラームは西突厥に亡命したが、その後間もなくホスロー2世の放った刺客により暗殺された。

## 背景
531年、ホスロー1世がサーサーン朝の王位に就くと、父である先代国王であるカワード1世が始めた一連の改革を引き継ぎ行った。これら一連の改革は、サーサーン朝の王を廃位することができるほど、権力を増大させたサーサーン朝の貴族層に対するものだった。ホスローは改革を成功させると、579年に死んでその後を息子のホルミズド4世が継いだ。ホルミズド4世は貴族に対する政策を、より厳しくした形で受け継いだ。考古学者アリレザ・シャープール・シャフバーズィーはこの態度を、「残酷さ・侮辱・処刑を用いたもの」と評している。ホルミズドは上級貴族層を信用しておらず、敵対心を持っていて、常に下層階級の側に立っていた。
ホルミズドはまた、ゾロアスター教神官によるキリスト教徒の迫害の要請も拒否していて、貴族のみにとどまらずゾロアスター教神官も敵に回していた。神官の長にあたるモウベドを始めとして、多数の神官を処刑している。武官に対しても、給与の10パーセントを削減したり、多くの貴族たちを処刑している。カーレーン家出身の大宰相Bozorgmehrとその弟Simah-i Burzin、ミフラーン家出身のIzadgushasp、さらに軍司令官（スパーフベド）のBahram-i Mah Adharやイスパフベダーン家のシャープールがその犠牲者である。イスパフベダーン家のシャープールはヴィンドゥーヤ・ヴィスタム兄弟の父である。歴史家タバリーによれば、ホルミズドは13,600人の貴族とゾロアスター教神官の処刑を命じたと言われている。

## 概要

### バハラーム・チョービンの反乱
558年、エフタル・突厥連合軍がサーサーン朝領Harevに侵攻した。この侵攻に対して、ミフラーン家の将軍バハラーム・チョービンを軍司令官（スパーフベド）に任命し、12,000の軍を率いさせて迎撃することが決まった。バハラーム軍は突厥軍を迎え撃ち、可汗の葉護可汗（ヤブク・カガン）を討ち取った。前述した通り、ホルミズドは暴政を行い功臣を粛清していたがこの時中央アジア遠征の最中であり、粛清から逃れている。こうして功績を挙げたバハラームだが、アラス川のほとりで起きた東ローマ帝国との小競り合いに負けると、この敗北を口実にホルミズド4世は、バハラームを解任するとともに「汝は女のように恩知らず」と書き添えて、女の衣服を与え辱めた。
ホルミズドの仕打ちに憤慨したバハラームは、主君に対して反乱を起こした。ミフラーン家という格式高い貴族としての身分と、優れた軍事知識により、多くの人々がバハラームの反乱に加勢した。ホラーサーンの新しい総督を任命すると、その後クテシフォンへと行軍した。バハラームは反乱に正当性をつけるために、「前王朝アルサケス朝の復古」を大義名分に掲げた。よってこの反乱はサーサーン朝に対して、アルサケス朝の名を掲げることでその正当性を否定した初めての事例となった。武官は粛清されていたためか、大宰相アードゥル・グシュナースプは文官という身分にも関わらず、反乱の鎮圧軍の将軍として派遣されたが、部下の一人Zadesprasによってハマダーンで殺され、鎮圧軍は霧消した。またSarames the Elder率いる別の討伐軍も派遣されたが、バハラームはそれを打ち負かし、戦争の中でSaramesは戦象に踏み殺された。バハラームはおそらくイラン高原の北端を通ってクテシフォンへと向かい、Adurbadaganで東ローマ帝国からの援助を受けたイベリア人らによる攻撃を撃退しているものの、トランスコーカサスに陣取っていたローマ軍には敗北を喫した。その後、メディアに向かって南進した。このメディアはホルミズドを始めとした歴代のサーサーン朝の君主たちが、夏の間に居た場所である。

### 王都でのクーデター

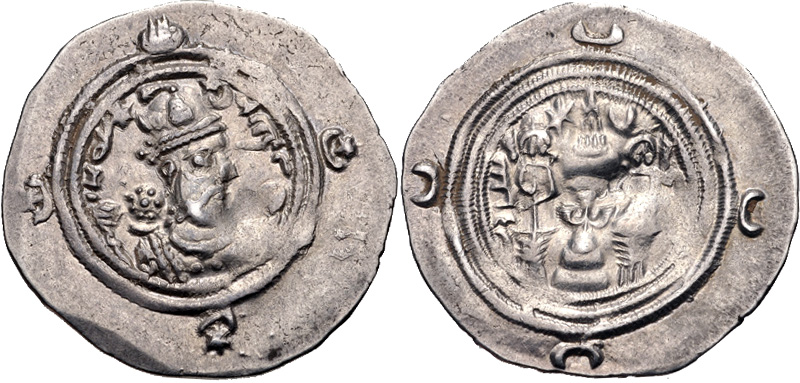
ホスロー2世の硬貨。590年に鋳造された。

ホルミズドは、東ローマ帝国との国境に配置された兵とクテシフォン間の連絡網を遮断するために、大ザブ川へと向かった。その頃、兵士はメソポタミア北部の重要拠点であるニシビスの郊外に駐屯していたが、彼らもバハラームに忠誠を誓うとともに、ホルミズドに対して反乱を起こした。バハラームの影響力と人気はますます高まり、ニシビスにいる反乱軍に対抗して、派遣されたサーサーン朝に忠誠を使っていた軍隊は、反乱軍のプロパガンダで溢れかえるほどだった。結局、鎮圧軍を起こしても、彼らがホルミズドに反乱を起こして指揮官を殺すといった具合で、優秀な将校と多数の兵力を相次いで失ってしまい、彼の王位すら危ぶまれるほどであった。
しかし、ホルミズドがクテシフォンに滞在していた間、「ホルミズドを、バハラームらと同じ様に憎んでいた」義理の兄弟にあたるイスパフベダーン家のヴィスタムとヴィンドゥーヤによる、無血の宮廷クーデターで打倒された
。ホルミズドは赤く熱した針で視力を奪われると、二人の兄弟はホルミズドの長男であるシェーローエ（二人にとって甥）を王位に就け、ホスロー2世として即位した。さらに、ホスロー2世から暗黙の了解を得ると、ホルミズドを処刑した。ホルミズドの処刑という事実にもかかわらず、バハラームは未だにホルミズドの復讐を名目にクテシフォンへの進軍を続けていた。

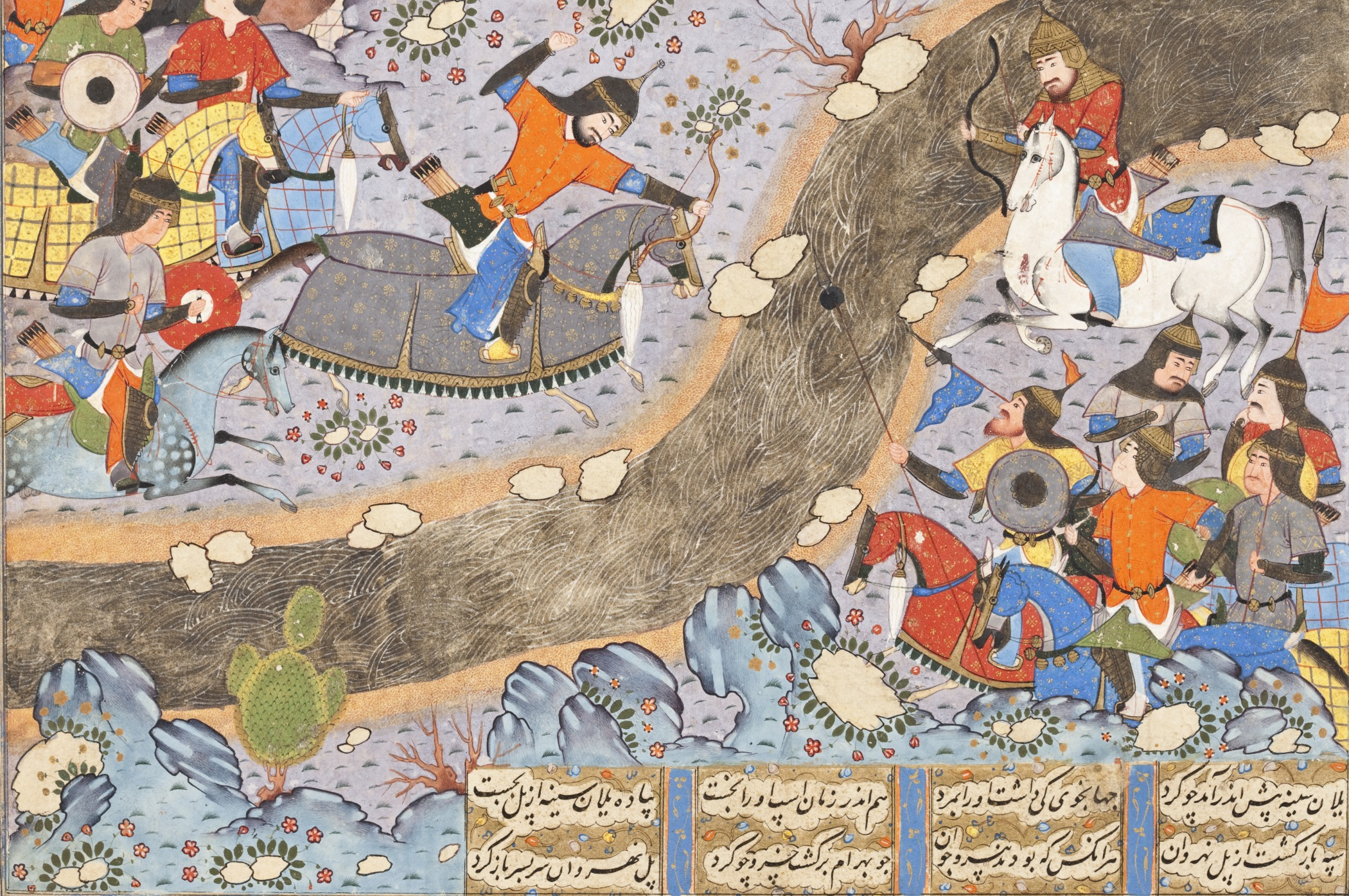
クテシフォン近郊のナフラワーン運河でサーサーン朝の支持者と戦うバハラーム。

ホスローはバハラームに対してアメとムチの態度を取った。ホスローは以下の内容の書状を送っている。
諸王の王かつ支配者の支配者、民衆の主、平和の王、人々の救世主、神々の中では善良で永遠に生きる人間、人間の中では最も尊敬される神、非常に高名な者、勝者、太陽とともに昇り夜に視力を貸し与える者、祖先から名声を与えられた者、憎悪する王、ホスローより、
サーサーン朝と交戦し、エーラーン帝国に我らの王権を保持した恩人＿＿エーラーンの将軍にして我らの友バハラームへ送る＿＿＿＿
私たちは合法的に王位を継承し、エーラーンの慣習を覆していない。私たちは強く王冠を手放さないと決意していて、もし可能であれば、他の世界でさえも支配することを望んでいた。もし貴方が自身の幸福を望むならば、何をすべきか考えるべきです。
バハラームはこの警告を無視して、クテシフォン近郊のナフラワーン運河でホスロー陣営と戦った。ホスロー陣営は数で大きく劣勢であったものの、数度の衝突を経てなんとかバハラーム軍を食い止めた。しかし、ホスローの軍は次第に士気を失い、バハラーム軍に敗北した。その後、ホスローは2人の叔父や妻、30人の貴族の従者とともに東ローマ帝国領に逃亡し、バハラームは帝都クテシフォンを占領した。

### ホスローの亡命と帰還

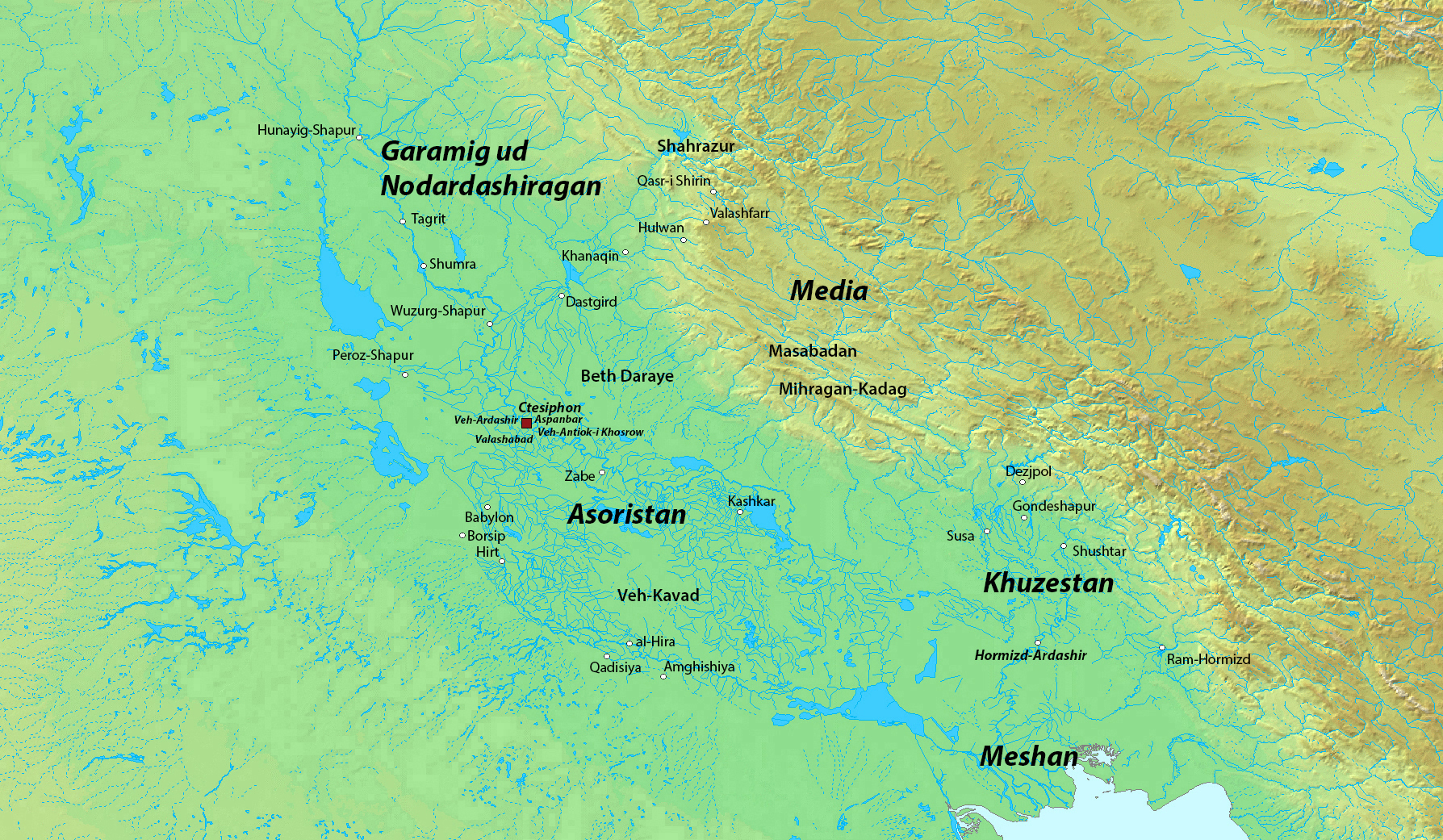
サーサーン朝領メソポタミアとその周辺図

東ローマ皇帝マウリキウス（在位：582年〜602年）の関心を得るため、ホスローはシリアへ出向き、サーサーン朝が占領していた旧東ローマ帝国領マルティロポリスに対して、東ローマ帝国に対する抵抗運動をやめるよう書状を送ったが、効果はなかった。ホスローは皇帝マウリキウスに、自身の復位への協力を呼びかけた。「暗黒の勢力がサーサーン朝を占領したら、次は東ローマ帝国の番でしょう」と救援の要請を示唆する文面が残されている。マウリキウスとローマ帝国元老院は、「東ローマ帝国へアミダ、カルラエ、ダラ、マルティロポリスなどコーカサス地方の割譲、サーサーン朝のイベリアやアルメニアへの介入の禁止、ホスロー2世はマウリキウスの娘マリアを娶る」といった厳しい条件で合意した。

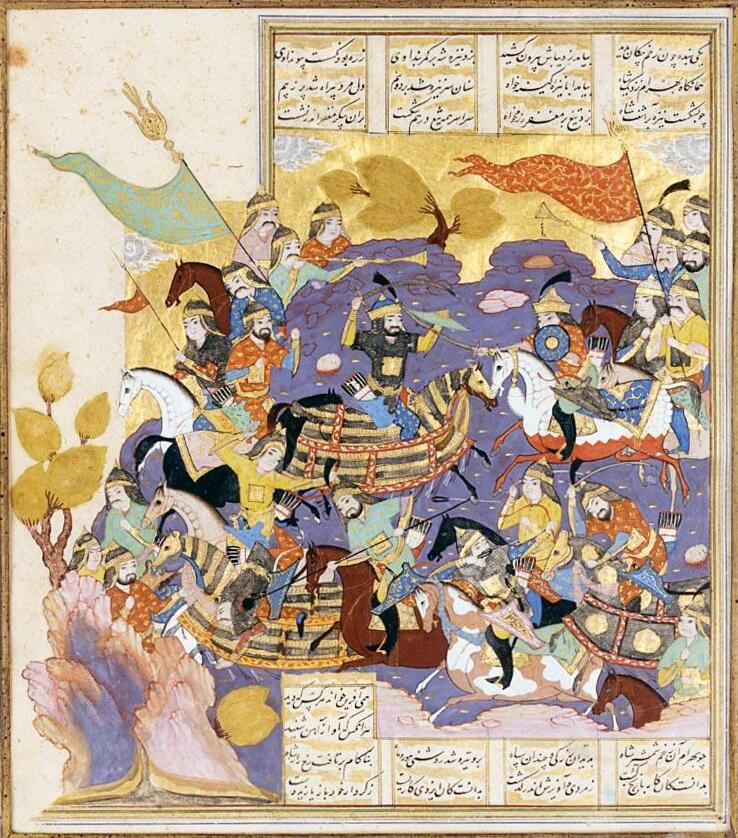
バハラーム6世とホスロー2世の戦い

591年、ホスロー2世はコンスタンティアに移動し、サーサーン朝への逆侵攻に向け準備し始めた。また、ヴィスタムとヴィンドゥーヤもJohn Mystaconの監視下で、アゼルバイジャンで募兵した。John Mystaconは東ローマ帝国指揮官で、ホスロー2世の逆侵攻では、アルメニア一帯の軍を率いることとなる。そしてついに、591年1月、ホスローは東ローマ帝国南部軍司令官コメンティオルスとともにサーサーン朝領のメソポタミアに侵攻した。この援軍は4万もの大軍であった。侵攻中、ニシビスとマルティロポリスは即座にホスロー側に寝返り、バハラーム陣営の将軍Zatsparhamは敗死し、 BryzaciusはMosil（現在のモースル）で捕虜となり、鼻と耳を削ぎ落とされた上で、ホスローのもとに送られ処刑された。この間、コメンティオルスが無礼であると感じていたホスロー2世は、軍司令官をナルセスに交代させるようにマウリキウスを説得した。その後、ホスローとナルセスはサーサーン朝領の奥深くまで侵攻し、2月にはダラ、次いでマルディンを占領すると、ホスローは復位を宣言した。さらにホスローのイラン人支持者Mahbodhをクテシフォンに送り、帝都の奪還に成功した。
同時に、ヴィスタム指揮下の8000のイラン兵とMushegh2世指揮下のアルメニア兵12000もアゼルバイジャンに侵攻してきた。バハラームはアルメニア軍を離反させるために、Mushegh2世に対して書状を送った。「時を誤った忠誠心を示すアルメニア人諸君よ、サーサーン家は貴方がたの土地と主権を破壊したではないか。そうでなければ、なぜアルメニア人の先祖たちはサーサーン家に反乱を起こし、サーサーン朝の支配から抜け出し、今日まで祖国アルメニアのために戦ってきたのか。」という内容だった。バハラームの書状では、もしアルメニアがホスローを裏切りバハラーム側に与したら、バハラームの帝国とアルメニアは対等なパートナーとして扱うことを保証している。しかし、Mushegh2世はこの申し出を断った。

### ブララトンの戦い
591年夏、ホスロー2世はアルメニア軍、ヴィスタム・ヴィンドゥーヤ軍と合流し、6万の軍勢に膨れ上がった。バハラームはこの2軍の合流を防ごうと少ない軍を引き連れてクテシフォンを発ったが、合流に間に合わなかった。両軍はペルシア北西部のブララトン川沿いの平原で戦った。バハラーム軍は、数で圧倒的に劣勢だったものの奮戦し、3日間に渡って戦いは続いた。3日目の夕暮れには、ヴィンドゥーヤがバハラーム軍の兵士に対して、身の安全を保証したために多くが脱走した。この戦いはホスロー2世が勝利し、サーサーン朝における優位が確定した。

## 影響
ブララトンの戦いで敗北したバハラームは、4000人の兵士とともに東方へ逃亡した。ニーシャープールへ進軍し、クーミスでカーレーン家の貴族率いる軍隊とバハラーム迎撃軍を破った。逃避行には苦難が絶えなかったが、遂に突厥の勢力圏フェルガナに到着した。バハラームは突厥の可汗に丁重に饗された。

東ローマ帝国とササン朝ペルシア帝国の領域図。この内戦で、サーサーン朝は点線部の国境まで東ローマ帝国に割譲している。

しかしホスロー2世は、突厥でも人気を持つバハラームが生きていることが自身の地位を脅かすと考え、刺客を放ちバハラームは暗殺された。この暗殺の成功の裏では、ホスローが突厥の女王や皇族に賄賂を贈っていたと伝わっている
。遺されたバハラーム支持者の大多数は北部イランに戻り、ヴィスタムの反乱に参加している。
対外的には、公式に東ローマ帝国とサーサーン朝の間で和平が結ばれた。支援の見返りとして、サーサーン朝領アルメニアとジョージア西部の大半を割譲し、東ローマ帝国がサーサーン朝に対して払っていた貢納金も廃止された。これにより、両大国にはしばしの和平がもたらされた。しかし、602年にマウリキウスがフォカスにより処刑されると、ホスローは敵討ちを大義名分に掲げて、東ローマ帝国に侵攻した。この東ローマ・サーサーン戦争は二十数年続く大戦へと発展し、
サーサーン朝は国力を消耗し尽くすこととなる。